# Green Criminology
Green Criminology (deutsch: Grüne Kriminologie) ist ein Forschungszweig der Kriminologie, der Delikte analysiert, die zu Umweltschäden führen. Green Criminology hat sich im vergangenen Vierteljahrhundert im angloamerikanischen Sprachraum etabliert, ist von der Fachwissenschaft in Deutschland bislang jedoch kaum wahrgenommen worden.
Die internationale Gemeinschaft von Vertretern der "Green Criminology" befasst sich mit den biophysikalischen und sozioökonomischen Folgen von Umweltschäden. Wichtige Untersuchungsthemen sind Umweltverschmutzung und ihre Regulierung, die Wirtschaftskriminalität und ihre Auswirkungen auf die Umwelt, die Gesundheit und Sicherheit am Arbeitsplatz, die illegalen Entsorgung giftiger Abfälle (und damit zusammenhängende Korruption) sowie die Auswirkungen von militärischen Operationen auf die Umwelt.
Ein Zweig der grünen Kriminologie ist die grüne Viktimologie, insbesondere das Studium der Viktimisierung von Tieren (Varona 2020).
Die Green Criminology steht vor ähnlichen Schwierigkeiten wie benachbarte kriminologische Forschungsfelder zur Makrokriminalität, Regierungskriminalität oder der Kriminalität der Mächtigen. Ihre Etikettierungen kollidieren mit dem herkömmlichen Verbrechensbegriff. Zudem ist der forschungspraktische Zugang schwierig, denn die in diesem Zusammenhang „üblichen Verdächtigen“ gehören zu den wirtschaftlichen und politischen Machteliten.